# Ramiro (bande dessinée)
Ramiro est le nom d'un personnage et d'une série de bande dessinée, créée en 1974 par le dessinateur William Vance, sur un scénario de Jacques Stoquart. Jeune espagnol du XIIIe siècle, Ramiro est chargé de plusieurs missions par le roi Alphonse VIII. Ses aventures paraissent de 1974 à 1989.

## Récit
Ramiro est un jeune homme, fils illégitime du roi de Castille qui lui confie plusieurs missions difficiles. Sa première mission consiste à protéger des pèlerins et à les accompagner jusqu'à Saint-Jacques-de-Compostelle. Il doit ensuite reprendre un trésor Wisigoth convoité par les maures. Son écuyer Jos l'accompagne dans ses aventures. 

## Cadre historique, auteurs
Le cadre historique des aventures de Ramiro est l'Espagne au temps du roi Alphonse VIII de Castille, ce qui convient bien à William Vance qui aime dessiner les paysages de sa patrie d'adoption, l'Espagne. 
Les dessins de Vance sont coloriés par son épouse Petra. Avec une grande richesse graphique, ils offrent une reproduction fidèle de l'Espagne médiévale,.
Jacques Stoquart est le scénariste des premiers épisodes. William Vance prend ensuite le relais pour devenir l'auteur complet de cette fresque historique.

## Publication
La série est créée en 1974 et prépubliée en 1974-1975 dans Femmes d'aujourd'hui pour les premiers épisodes ; les suivants paraissent directement en albums à partir de 1977 jusqu'en 1989.

### Albums
1. Le bâtard
2. Ramiro et le charlatan
3. Traquenard à Conques - Mission pour Compostelle 1 (prépublié dans Femmes d'aujourd'hui sous le titre L'inconnue du Puy)
4. Le secret du Breton - Mission pour Compostelle 2
5. Les gardiens du Bierzo - Mission pour Compostelle 3
6. Tonnerre sur la Galice - Mission pour Compostelle 4
7. Ils étaient cinq - Le trésor des Wisigoths 1
8. Les otages - Le trésor des Wisigoths 2
9. Qui es-tu, Wisigoth ? - 1. Les yeux du Guadiana